# La pena de Bélgica
La pena de Bélgica (neerlandés: Het verdriet van België) es una novela del escritor belga Hugo Claus publicada en 1983 y considerada una de sus obras más destacadas. Cuenta la historia, parcialmente autobiográfica de un joven flamenco que crece en una familia pequeñoburguesa de Flandes que simpatiza con el nazismo y colabora con el ocupante alemán durante la Segunda Guerra Mundial. La versión original en neerlandés logró vender 364.000 ejemplares entre 1984 y 2000.
En 2013, con ocasión del 30.º aniversario de la primera publicación del libro, el filólogo Kevin Absillis concluyó que la novela sigue relevante, no solo como crónica de uno de los episodios más rancios del nacionalismo flamenco y germanófilo durante la guerra, sino también como espejo relevante para todos.

## Traducciones
La novela ha sido traducida en una docena de idiomas, incluyendo:
- español: La pena de Bélgica,  1990, traducción María del Carmen Bartolomé Corrochano y P.J. van de Paverd.
- inglés: The Sorrow of Belgium, 1990, traducción de Arnold J. Pomerans.
- alemán:  Der Kummer von Flandern, 1986, traducción de Johannes Piron.
- alemán: Der Kummer von Belgien, 2012, nueva traducción de Waltraut Hüsmert,
- francés: Le chagrin des Belges, 1983, traducción de Alain van Crugten.
- portugués: O desgosto da Bélgica, 1997, traducción de Ana Maria Carvalho.